# Trương Như Cương
Trương Như Cương (chữ Hán: 張如岡, 1850 - 1926) là đại thần dưới triều nhà Nguyễn (các vua Đồng Khánh, Thành Thái và Duy Tân) ở cuối thế kỷ XIX-đầu thế kỷ XX trong lịch sử Việt Nam. Ông là nhạc phụ của vua Khải Định, thân phụ của bà Trương Như Thị Tịnh - nguyên phối của Khải Định khi ông còn là Phụng Hóa Công.

## Tiểu sử
Trương Như Cương sinh năm Canh Tuất (1850) đời vua Tự Đức, tại xã Hiền Lương (làng rèn), huyện Phong Điền, tỉnh Thừa Thiên. Phu nhân của ông là bà Đinh Thị Duyên.
Năm 1873 ông thi đỗ Cử nhân, được sơ bổ Thừa biện tàng thư, sau đó được thăng Tư vụ, Viên ngoại, rồi lên chức Tri phủ, Án sát tỉnh Hưng Yên, Bố chánh Quảng Bình, rồi về triều giữ chức Thị lang Bộ Binh.
Năm 1885, khi vua Đồng Khánh lên ngôi ông được bổ làm Phủ doãn Thừa Thiên; Tuần vũ, Tổng đốc Thanh Hóa.
Sau đó ông về triều giữ chức Thượng thư Bộ Công, sung Cơ mật viện đại thần, Võ hiển Đại học sĩ rồi giữ chức Phụ chánh đại thần; tước Hiền Lương bá.
Năm 1907, Yên Thành vương (Nguyễn Phúc Miên Lịch), Trương Như Cương, Lê Trinh, Huỳnh Côn, Tôn Thất Hân, Nguyễn Hữu Bài, Vương Duy Trinh, Cao Xuân Dục, Trần Đình Phác, Hồ Đắc Trung và Đoàn Đình Duyệt được Fernand Ernest Lévecque cử làm Phụ chính đại thần để giúp việc cho vua Duy Tân.
Dư luận đương thời cho rằng ông là người có mối quan hệ chặt chẽ với người Pháp nên mới được giữ những chức vụ quan trọng trong hoạn lộ của mình.
Năm 1926 (Bính Dần), ông mất; thọ 76 tuổi; được tấn phong Văn minh điện đại học sĩ.